# Croatania simplex
Croatania simplex är en mångfotingart som beskrevs av Shelley 1977. Croatania simplex ingår i släktet Croatania och familjen Xystodesmidae. Inga underarter finns listade i Catalogue of Life.